# Beaulieu (Côte-d’Or)
Beaulieu ist eine französische Gemeinde mit 27 Einwohnern (Stand: 1. Januar 2022) im Département Côte-d’Or in der Region Bourgogne-Franche-Comté. Sie gehört zum Kanton Châtillon-sur-Seine und zum Arrondissement Montbard.

## Lage
Der Ort liegt am Fluss Brévon. Die Gemeinde grenzt im Westen und im Norden an Rochefort-sur-Brévon, im Nordosten an Essarois, im Osten an Montmoyen und im Süden an Mauvilly.

## Bevölkerungsentwicklung
| Jahr                       | 1962 | 1968 | 1975 | 1982 | 1990 | 1999 | 2008 | 2015 |
| -------------------------- | ---- | ---- | ---- | ---- | ---- | ---- | ---- | ---- |
| Einwohner                  | 64   | 52   | 39   | 38   | 37   | 33   | 29   | 30   |
| Quellen: Cassini und INSEE |      |      |      |      |      |      |      |      |